# Noble (Oklahoma)
Noble é uma cidade localizada no estado norte-americano de Oklahoma, no Condado de Cleveland.

## Demografia
Segundo o censo norte-americano de 2000, a sua população era de 5260 habitantes.
Em 2006, foi estimada uma população de 5591, um aumento de 331 (6.3%).

## Geografia
De acordo com o United States Census Bureau tem uma área de
33,4 km², dos quais 32,4 km² cobertos por terra e 1,0 km² cobertos por água.

## Localidades na vizinhança
O diagrama seguinte representa as localidades num raio de 16 km ao redor de Noble.